# Persone di nome Roberto/Calciatori
| Questa pagina contiene informazioni ricavate automaticamente dalle voci biografiche con l'ausilio del template Bio e di un bot. L'aggiornamento è periodico e automatico e ricostruisce completamente la pagina. Se manca una persona in questa lista, sei pregato di non aggiungerla, ma accertati piuttosto che la sua voce biografica contenga il template Bio e che i dati anagrafici siano correttamente compilati. Se il template Bio manca, inseriscilo tu stesso o, in alternativa, metti l'avviso {{tmp\|Bio}} che ne segnala la mancanza. Se i dati riportati sono sbagliati, correggi direttamente la voce biografica; le modifiche saranno visibili in questa lista entro pochi giorni. Per chiarimenti vedi il progetto antroponimi. La lista contiene solo le 254 persone che sono citate nell'enciclopedia e per le quali è stato implementato correttamente il template Bio. Pagina aggiornata al 22 lug 2025. |

Questa è una lista di persone presenti nell'enciclopedia che hanno il nome Roberto e sono calciatori.

## A(12)
- Roberto Aballay, calciatore argentino (Buenos Aires, n. 1922)
- Roberto Aguirre, ex calciatore argentino (Avellaneda, n. 1942)
- Roberto Alarcón, calciatore argentino (Buenos Aires, n. 1924 - † 1988)
- Roberto Albérico, calciatore argentino
- Roberto Allemandi, calciatore argentino (Oliva, n. 1912)
- Roberto Alvarado, calciatore messicano (Irapuato, n. 1998)
- Roberto Andrade Silva, ex calciatore brasiliano (Tucano, n. 1988)
- Roberto Andreoli, ex calciatore italiano (Cesena, n. 1963)
- Roberto Anzolin, calciatore e allenatore di calcio italiano (Valdagno, n. 1938 - Valdagno, † 2017)
- Roberto Arco, ex calciatore italiano (Genova, n. 1974)
- Roberto Ayza, ex calciatore brasiliano (São Caetano do Sul, n. 1981)
- Roberto Orlando Affonso Júnior, ex calciatore brasiliano (San Paolo, n. 1983)

## B(23)
- Roberto Badiani, ex calciatore italiano (Prato, n. 1949)
- Roberto Baggio, ex calciatore italiano (Caldogno, n. 1967)
- Roberto Bailey, calciatore honduregno (n. 1952 - Atlántida, † 2019)
- Roberto José Battaglia, ex calciatore brasiliano (San Paolo, n. 1940)
- Roberto Battión, ex calciatore argentino (Santa Fe, n. 1982)
- Roberto Beghi, calciatore italiano (Suzzara, n. 1922)
- Roberto Belangero, calciatore e allenatore di calcio brasiliano (San Paolo del Brasile, n. 1928 - San Paolo del Brasile, † 1996)
- Roberto Benincasa, ex calciatore italiano (Siena, n. 1951)
- Roberto Bergamaschi, ex calciatore italiano (Cassano d'Adda, n. 1960)
- Roberto Bertol, calciatore spagnolo (Lizartza, n. 1917 - Mungia, † 1990)
- Roberto Bettega, ex calciatore e dirigente sportivo italiano (Torino, n. 1950)
- Roberto Bisconti, ex calciatore belga (Montegnée, n. 1973)
- Roberto Bishara, ex calciatore cileno (Santiago del Cile, n. 1981)
- Roberto Manuel Blanco, calciatore argentino (Buenos Aires, n. 1938 - † 2011)
- Roberto Bombardi, ex calciatore italiano (Genova, n. 1956)
- Roberto Boninsegna, ex calciatore, allenatore di calcio e dirigente sportivo italiano (Mantova, n. 1943)
- Roberto Bonnano, calciatore argentino (Ciudadela, n. 1938 - † 2012)
- Roberto Brookes, ex calciatore argentino (Buenos Aires)
- Roberto Brown, ex calciatore panamense (Panama, n. 1977)
- Roberto Sebastián Brum, ex calciatore uruguaiano (Montevideo, n. 1983)
- Roberto Brum, ex calciatore brasiliano (São Gonçalo, n. 1978)
- Roberto Bruno, calciatore italiano (Torino, n. 1963 - Bergamo, † 2003)
- Roberto Bruzzone, calciatore argentino

## C(32)
- Roberto Cabañas, calciatore paraguaiano (Pilar, n. 1961 - Asunción, † 2017)
- Roberto Canella, ex calciatore spagnolo (Laviana, n. 1988)
- Roberto Canestrari, ex calciatore italiano (Piagge, n. 1953)
- Mauro Cantoro, ex calciatore argentino (Ramos Mejía, n. 1976)
- Roberto Capparelli, calciatore argentino (n. 1923 - † 2000)
- Roberto Carboni, ex calciatore argentino (Bernal, n. 1985)
- Roberto Cardinale, ex calciatore italiano (Pollena Trocchia, n. 1981)
- Roberto Caremi, ex calciatore italiano (Barzanò, n. 1949)
- Roberto Cartes, ex calciatore cileno (Santiago del Cile, n. 1972)
- Roberto Caselli, calciatore italiano (Frugarolo, n. 1892 - Milano, † 1962)
- Roberto Castagnola, calciatore argentino (Avellaneda, n. 1899)
- Roberto Catterina, ex calciatore italiano (Prevalle, n. 1956)
- Roberto Cavallo De Robertis, ex calciatore venezuelano (Caracas, n. 1967)
- Roberto Cereceda, calciatore cileno (Santiago del Cile, n. 1984)
- Roberto Chen, calciatore panamense (Bocas del Toro, n. 1994)
- Roberto Cherro, calciatore argentino (Barracas, n. 1907 - Quilmes, † 1965)
- Roberto Chery, calciatore uruguaiano (Montevideo, n. 1896 - Rio de Janeiro, † 1919)
- Roberto Chierici, ex calciatore italiano (Modena, n. 1963)
- Roberto Ciccotelli, ex calciatore italiano (Tollo, n. 1947)
- Roberto Cochrane, calciatore argentino
- Roberto Colautti, ex calciatore argentino (Córdoba, n. 1982)
- Roberto Coll, calciatore argentino (Buenos Aires, n. 1925 - † 2013)
- Roberto Corradi, ex calciatore italiano (Pavia, n. 1938)
- Roberto Correa, calciatore spagnolo (Badajoz, n. 1992)
- Roberto Cortellini, ex calciatore italiano (Brescia, n. 1982)
- Roberto Carlos Cortés, ex calciatore colombiano (Medellín, n. 1977)
- Roberto Cortés, calciatore cileno (Iquique, n. 1905 - † 1975)
- Roberto Cozzi, calciatore italiano (Milano, n. 1893 - † 1964)
- Roberto Crivello, calciatore italiano (Palermo, n. 1991)
- Roberto Croci, calciatore italiano (Grosseto, n. 1921)
- Roberto César Itacaramby, ex calciatore brasiliano (n. 1955)
- Roberto Costa Cabral, ex calciatore brasiliano (Santos, n. 1954)

## D(16)
- Roberto D'Alessandro, calciatore argentino (Arroyo Seco, n. 1919 - Arroyo Seco, † 1959)
- Roberto De Paoli, ex calciatore italiano (Buttapietra, n. 1945)
- Roberto De Petri, ex calciatore italiano (Udine, n. 1947)
- Roberto Delli Ponti, calciatore italiano (Pulsano, n. 1904)
- Roberto Derlin, calciatore e allenatore di calcio italiano (La Spezia, n. 1942 - Genova, † 2021)
- Roberto Di Maio, ex calciatore italiano (Napoli, n. 1982)
- Roberto Di Nicola, ex calciatore italiano (Avezzano, n. 1961)
- Roberto Dias Correia Filho, calciatore brasiliano (San Paolo, n. 1988)
- Roberto Dias, calciatore brasiliano (San Paolo, n. 1943 - San Paolo, † 2007)
- Roberto Domínguez, calciatore salvadoregno (Chalatenango, n. 1997)
- Roberto Dore, calciatore italiano (Gonnostramatza, n. 1960 - Cagliari, † 2013)
- Roberto Osvaldo Díaz, ex calciatore argentino (Buenos Aires, n. 1953)
- Roberto de Souza Rezende, ex calciatore brasiliano (Goiânia, n. 1985)
- Roberto Severo, ex calciatore portoghese (Lisbona, n. 1976)
- Roberto de Jesus Machado, calciatore brasiliano (Lagarto, n. 1990)
- Roberto de la Rosa, calciatore messicano (Texcoco, n. 2000)

## E(2)
- Roberto Echevarría, calciatore spagnolo (Eibar, n. 1908 - Eibar, † 1981)
- Roberto Emílio da Cunha, calciatore brasiliano (Niterói, n. 1912 - † 1977)

## F(19)
- Roberto Fronza, ex calciatore brasiliano (Tucunduva, n. 1984)
- Roberto Felices, calciatore argentino († 1963)
- Roberto Fernández, ex calciatore paraguaiano (Asunción, n. 1954)
- Roberto Junior Fernández, calciatore paraguaiano (Asunción, n. 1988)
- Roberto Fernández Alvarellos, ex calciatore spagnolo (Chantada, n. 1979)
- Roberto Nicolás Fernández, calciatore uruguaiano (Montevideo, n. 1998)
- Roberto Fernández Jaén, calciatore spagnolo (Puente Genil, n. 2002)
- Roberto Fernández Toro, calciatore boliviano (n. 1999)
- Roberto Fernández Urbieta, calciatore paraguaiano (n. 2000)
- Roberto Figueroa, calciatore uruguaiano (Montevideo, n. 1904 - Montevideo, † 1989)
- Roberto Fiorio, calciatore italiano (Torino, n. 1927)
- Roberto Firmino, calciatore brasiliano (Maceió, n. 1991)
- Roberto Fleitas, calciatore e allenatore di calcio uruguaiano (Montevideo, n. 1933 - Montevideo, † 2024)
- Roberto Fontanini, ex calciatore italiano (Vimodrone, n. 1962)
- Roberto Fresnedoso, ex calciatore spagnolo (Toledo, n. 1973)
- Roberto Frigerio, calciatore svizzero (Le Havre, n. 1938 - Tenero-Contra, † 2023)
- Roberto Fernando Frojuello, calciatore brasiliano (San Paolo, n. 1937 - † 2021)
- Roberto Fronte, calciatore italiano (Milano, n. 1893)
- Roberto Júlio de Figueiredo, ex calciatore brasiliano (Maringá, n. 1979)

## G(15)
- Roberto Gagliardini, calciatore italiano (Bergamo, n. 1994)
- Roberto Galeotti, ex calciatore italiano (Pistoia, n. 1940)
- Roberto Gamarra, calciatore paraguaiano (Caazapá, n. 1981)
- Roberto Garcés, calciatore ecuadoriano (Quito, n. 1993)
- Joaquín García, calciatore argentino (Buenos Aires, n. 2001)
- Roberto Gasparroni, ex calciatore italiano (Tolentino, n. 1944)
- Roberto Gayón, calciatore messicano (n. 1910 - † 2006)
- Roberto Giacomi, ex calciatore canadese (Toronto, n. 1986)
- Rober, calciatore spagnolo (Mérida, n. 2001)
- Roberto Gori, calciatore e allenatore di calcio italiano (Piombino, n. 1938 - Occhieppo Inferiore, † 2024)
- Roberto Gramajo, calciatore argentino (La Banda, n. 1947 - † 2023)
- Roberto Guizasola, ex calciatore peruviano (Lima, n. 1984)
- Roberto Gutiérrez, calciatore cileno (n. 1983)
- Roberto Gutiérrez Díaz, calciatore spagnolo (Santa Cruz de Tenerife, n. 1991)
- Roberto Gomes Pedrosa, calciatore e dirigente sportivo brasiliano (Rio de Janeiro, n. 1913 - Rio de Janeiro, † 1954)

## H(6)
- Roberto Hernández, calciatore uruguaiano (Montevideo, n. 1994)
- Roberto Heuchayer Santos de Araújo, calciatore brasiliano (Picos, n. 1990)
- Roberto Hilbert, ex calciatore tedesco (Forchheim, n. 1984)
- Roberto Hinojosa, calciatore colombiano (Santa Marta, n. 1999)
- Roberto Hodge, calciatore cileno (La Serena, n. 1944 - Santiago del Cile, † 1985)
- Roberto Holsen, ex calciatore peruviano (El Calleo, n. 1976)

## I(5)
- Robert Ibáñez, calciatore spagnolo (Valencia, n. 1993)
- Roberto Inglese, calciatore italiano (Lucera, n. 1991)
- Roberto Insigne, calciatore italiano (Napoli, n. 1994)
- Roberto Inzúa, ex calciatore uruguaiano (Paso de los Toros, n. 1954)
- Roberto Irañeta, calciatore argentino (Mendoza, n. 1915 - † 1993)

## J(3)
- Roberto Jiménez Jiménez, calciatore peruviano (Piura, n. 1983)
- Roberto Jonas, ex calciatore andorrano (n. 1967)
- Roberto Jiménez Gago, ex calciatore spagnolo (Madrid, n. 1986)

## L(15)
- Roberto La Paz, calciatore uruguaiano (Canelones, n. 1919)
- Roberto Lago, ex calciatore spagnolo (Vigo, n. 1985)
- Roberto Lenarduzzi, ex calciatore italiano (Trieste, n. 1957)
- Roberto Leopardi, ex calciatore uruguaiano (Montevideo, n. 1933)
- Roberto Leschio, ex calciatore italiano (Cagliari, n. 1954)
- Roberto Linares, calciatore cubano (Zulueta, n. 1986)
- Roberto Lonardo, ex calciatore uruguaiano (n. 1943)
- Roberto Lopes, calciatore irlandese (Dublino, n. 1992)
- Roberto López Ufarte, ex calciatore spagnolo (Fès, n. 1958)
- Roberto Louima, calciatore haitiano (Port-au-Prince, n. 1997)
- Roberto Lovati, calciatore, allenatore di calcio e dirigente sportivo italiano (Cusano Milanino, n. 1927 - Roma, † 2011)
- Arsenio Luzardo, ex calciatore uruguaiano (Treinta y Tres, n. 1959)
- Roberto López Alcaide, calciatore spagnolo (Saragozza, n. 2000)
- Roberto Miranda, ex calciatore brasiliano (São Gonçalo, n. 1944)
- Rúper, calciatore spagnolo (Estella, n. 1987)

## M(23)
- Roberto Manganotto, calciatore italiano (Udine, n. 1943 - Udine, † 2022)
- Roberto Marconcini, ex calciatore italiano (Montecatini Val di Cecina, n. 1947)
- Roberto Marina, ex calciatore spagnolo (Villanueva de la Serena, n. 1961)
- Roberto Martínez Celigüeta, ex calciatore spagnolo (Pamplona, n. 1966)
- Roberto Martínez Vera-Tudela, ex calciatore peruviano (Lima, n. 1967)
- Roberto Juan Martínez, ex calciatore argentino (Mendoza, n. 1946)
- Roberto Massimo, calciatore tedesco (Accra, n. 2000)
- Roberto Porfírio Maximiano Rodrigo, calciatore portoghese (Porto, n. 1988)
- Roberto Melgrati, calciatore e allenatore di calcio italiano (Cormano, n. 1947 - Como, † 2024)
- Roberto Meléndez, calciatore e allenatore di calcio colombiano (Barranquilla, n. 1912 - Barranquilla, † 2000)
- Roberto Meraz, calciatore messicano (Culiacán, n. 1999)
- Roberto Merino, ex calciatore peruviano (Chiclayo, n. 1982)
- Roberto Molina, calciatore salvadoregno (Sonsonate, n. 2001)
- Roberto Monserrat, ex calciatore argentino (Córdoba, n. 1968)
- Roberto Montorsi, ex calciatore italiano (Castellucchio, n. 1951)
- Roberto Moreira, calciatore paraguaiano (Luque, n. 1987)
- Roberto Morinini, calciatore e allenatore di calcio svizzero (Bellinzona, n. 1951 - Lugano, † 2012)
- Roberto Mouzo, ex calciatore argentino (Avellaneda, n. 1953)
- Roberto Mozzini, ex calciatore italiano (Sustinente, n. 1951)
- Roberto Mussi, ex calciatore italiano (Massa, n. 1963)
- Roberto Batata, calciatore brasiliano (Belo Horizonte, n. 1949 - Belo Horizonte, † 1976)
- Roberto Mauro, ex calciatore brasiliano (Belo Horizonte, n. 1941)
- Roberto Martínez Rípodas, ex calciatore spagnolo (Pamplona, n. 1976)

## N(2)
- Juninho, ex calciatore brasiliano (Pelotas, n. 1989)
- Roberto Nurse, ex calciatore messicano (Cuernavaca, n. 1983)

## O(7)
- Roberto Alves, calciatore svizzero (Wetzikon, n. 1997)
- Roberto Ochoa, ex calciatore salvadoregno (San Alejo, n. 1983)
- Roberto Olabe del Arco, calciatore spagnolo (Salamanca, n. 1996)
- Robertinho, ex calciatore e allenatore di calcio brasiliano (Rio de Janeiro, n. 1960)
- Roberto Oltramari, calciatore italiano (Sustinente, n. 1939 - Bergamo, † 2025)
- Roberto Ordoñez, calciatore ecuadoriano (Guayaquil, n. 1985)
- Roberto Ovelar, calciatore paraguaiano (Curuguaty, n. 1985)

## P(18)
- Roberto Kettlun, calciatore cileno (Santiago del Cile, n. 1981)
- Roberto Paci, ex calciatore italiano (Bologna, n. 1964)
- Roberto Palacios, ex calciatore peruviano (Lima, n. 1972)
- Roberto Parlanti, ex calciatore italiano (Montecatini Terme, n. 1951)
- Roberto Passarin, calciatore italiano (Novara, n. 1934 - Torino, † 1982)
- Roberto Pereira, ex calciatore cubano (Santo Domingo, n. 1949)
- Roberto Pereyra, calciatore argentino (San Miguel de Tucumán, n. 1991)
- Roberto Pérez, calciatore boliviano (San Ignacio de Velasco, n. 1960 - Santa Cruz de la Sierra, † 2024)
- Roberto Perfumo, calciatore, allenatore di calcio e giornalista argentino (Sarandí, n. 1942 - Buenos Aires, † 2016)
- Roberto Piccoli, calciatore italiano (Bergamo, n. 2001)
- Betinho, calciatore brasiliano (Apeú, n. 1992)
- Roberto Rosa, calciatore brasiliano (Porto Alegre, n. 1998)
- Martín Pino, calciatore argentino (Córdoba, n. 1998)
- Roberto Poluzzi, ex calciatore italiano (Milano, n. 1936)
- Roberto Previtali, ex calciatore e allenatore di calcio italiano (Trescore Balneario, n. 1981)
- Roberto Prini, ex calciatore italiano (Milano, n. 1946)
- Roberto Pruzzo, ex calciatore e allenatore di calcio italiano (Crocefieschi, n. 1955)
- Roberto Punčec, calciatore croato (Varaždin, n. 1991)

## Q(2)
- Roberto Quadalti, ex calciatore italiano (Bubano, n. 1946)
- Roberto Quagliozzi, ex calciatore italiano (Pontecorvo, n. 1952)

## R(21)
- Roberto Rajčev, calciatore bulgaro (Sofia, n. 2005)
- Roberto Ramírez, calciatore argentino (Mendoza, n. 1996)
- Roberto Ranghino, calciatore italiano (Omegna, n. 1944 - Omegna, † 2019)
- Roberto Rigotto, calciatore italiano (Vicenza, n. 1942 - Rovereto, † 2024)
- Roberto Ríos Patus, ex calciatore spagnolo (Bilbao, n. 1971)
- Roberto Rivas, calciatore salvadoregno (Soyapango, n. 1941 - San Salvador, † 1972)
- Martín Rivas, calciatore uruguaiano (Rivera, n. 1992)
- Rivelino, ex calciatore e allenatore di calcio brasiliano (San Paolo, n. 1946)
- Roberto Riveros, calciatore cileno (Santiago, n. 1996)
- Roberto Rodríguez Aguirre, ex calciatore spagnolo (Logroño, n. 1942)
- Roberto Rodríguez, calciatore svizzero (Zurigo, n. 1990)
- Roberto Rojas Tardío, calciatore peruviano (Rímac, n. 1955 - Chorrillos, † 1991)
- Roberto Antonio Rojas, ex calciatore cileno (Santiago del Cile, n. 1957)
- Roberto Rolla, calciatore italiano (Fivizzano, n. 1941 - Carrara, † 1981)
- Roberto Romei, calciatore italiano (Genova, n. 1957 - Genova, † 2025)
- Roberto Romeo, calciatore italiano (Soverato, n. 1990)
- Roberto Román Triguero, ex calciatore spagnolo (Madrid, n. 1985)
- Roberto Ronconi, calciatore italiano (Forlì, n. 1928 - † 2021)
- Roberto Rosales, calciatore venezuelano (Caracas, n. 1988)
- Roberto Rosato, calciatore italiano (Chieri, n. 1943 - Chieri, † 2010)
- Roberto Rumich, ex calciatore italiano (Monfalcone, n. 1936)

## S(18)
- Roberto Suárez Pier, calciatore spagnolo (Oleiros, n. 1995)
- Roberto Salvadori, ex calciatore italiano (Magenta, n. 1950)
- Roberto Santamaría Ciprián, ex calciatore spagnolo (Pamplona, n. 1985)
- Roberto Sbarra, calciatore argentino (n. 1912 - † 2000)
- Roberto Scarnecchia, ex calciatore e allenatore di calcio italiano (Roma, n. 1958)
- Roberto Sciascia, ex calciatore belga (n. 1960)
- Roberto Selva, ex calciatore sammarinese (n. 1981)
- Roberto Serone, calciatore italiano (Trino, n. 1925 - Torino, † 1995)
- Roberto Simonetta, ex calciatore italiano (Latina, n. 1965)
- Roberto Siucho, calciatore peruviano (Lima, n. 1997)
- Roberto Soares Anghinetti, ex calciatore brasiliano (Belo Horizonte, n. 1988)
- Roberto Soldado, ex calciatore spagnolo (Valencia, n. 1985)
- Roberto Solozábal, ex calciatore spagnolo (Madrid, n. 1969)
- Roberto Soriano, calciatore italiano (Darmstadt, n. 1991)
- Roberto Eduardo Sosa, calciatore uruguaiano (San Carlos, n. 1935 - † 2008)
- Roberto Spollon, ex calciatore italiano (Castel Maggiore, n. 1961)
- Roberto Stefanello, ex calciatore italiano (Vicenza, n. 1947)
- Roberto Sternisa, calciatore italiano (Fiume, n. 1905 - Fiume, † 1977)

## T(9)
- Roberto Tacchini, ex calciatore italiano (Rapallo, n. 1940)
- Aníbal Tarabini, calciatore argentino (La Plata, n. 1941 - Berazategui, † 1997)
- Roberto Tavola, ex calciatore italiano (Lecco, n. 1957)
- Roberto Telch, calciatore argentino (San Vicente, n. 1943 - Buenos Aires, † 2014)
- Roberto Tesouro, calciatore argentino (n. 1929 - † 2010)
- Roberto Tombolato, calciatore italiano (Curtarolo, n. 1954 - † 2009)
- Roberto Ismael Torres Baez, ex calciatore paraguaiano (n. 1972)
- Roberto Torres Morales, calciatore spagnolo (Pamplona, n. 1989)
- Roberto Tricella, ex calciatore italiano (Cernusco sul Naviglio, n. 1959)

## V(2)
- Roberto Vieri, ex calciatore italiano (Prato, n. 1946)
- Roberto Villamarín, calciatore peruviano (Pisco, n. 1997)

## Z(4)
- Roberto Zammarini, calciatore italiano (Casalmaggiore, n. 1996)
- Roberto Zárate, calciatore argentino (Buenos Aires, n. 1932 - Buenos Aires, † 2013)
- Roberto César Zardim Rodrigues, ex calciatore brasiliano (Sapiranga, n. 1985)
- Roberto Zywica, ex calciatore argentino (Buenos Aires, n. 1947)